# Nevado del Huila
Nevado del Huila är en 5 364 meter hög stratovulkan och den högsta vulkanen i Colombia. Vulkanen ligger i Centralkordiljäran i departementen Cauca, Huila och Tolima. Efter att ha varit inaktiv under 500 år visade vulkanen stora tecken på aktivitet under 2007 och 2008. Den 20 februari 2007 uppmättes totalt över 7000 små jordskalv, som medförde hög beredskap i departementen Cauca, Huila, Caldas och Valle del Cauca. Vulkanen fick två utbrott under april 2007, en gång i april 2008 och ännu en gång i november 2008. Ett större utbrott skulle resultera i en tragedi för de små byarna runt vulkanen, särskilt Paez, där minnet av utbrottet på vulkanen Nevado del Ruiz och ödeläggelsen av Armero fortfarande lever kvar.